# Kręcieszki
Kręcieszki – wieś w Polsce położona w województwie łódzkim, w powiecie kutnowskim, w gminie Bedlno. 
| SIMC    | Nazwa  | Rodzaj    |
| ------- | ------ | --------- |
| 1038683 | Adamów | część wsi |
| 0559061 | Tarnów | część wsi |

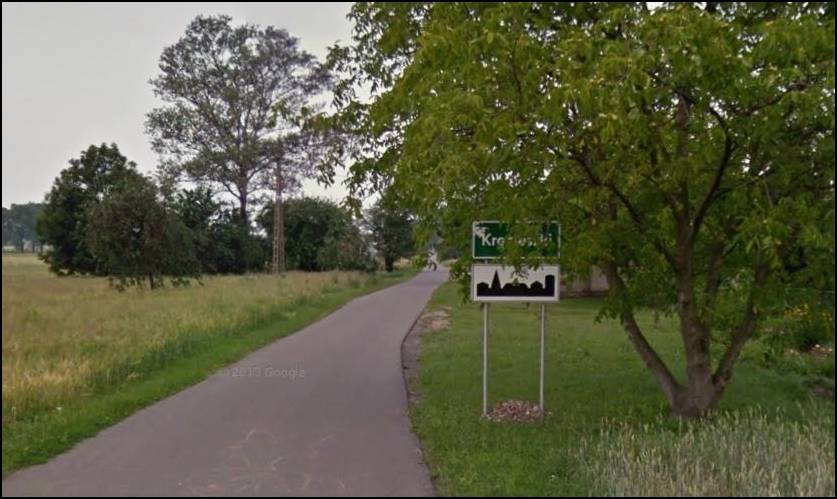
Początek miejscowości Kręcieszki (od strony zachodniej)

W latach 1975–1998 miejscowość administracyjnie należała do województwa płockiego.
Kręcieszki położone są wzdłuż trasy E2. Nazwa pochodzi od stwierdzenia, że wieś dawno temu biegła wzdłuż drogi, która była bardzo kręta (kręte ścieżki). Obecnie jednak jest to prosta droga. Wieś liczy około 150 mieszkańców. 70% mieszkańców Kręcieszek utrzymuje się z rolnictwa.